# Greg Day
Greg Day (* 25. Februar 1977 in St. Clair Beach, Ontario) ist ein kanadischer Eishockeyspieler, der zuletzt bei den EC Graz 99ers in der Österreichischen Eishockey-Liga unter Vertrag stand.

## Karriere
Greg Day begann seine Karriere als Eishockeyspieler in der Mannschaft der Bowling Green State University, für die er von 1998 bis 2002 aktiv war. Anschließend gab der Angreifer in der Saison 2002/03 sein Debüt im professionellen Eishockey, als er für die Peoria Rivermen in der East Coast Hockey League und die Worcester IceCats aus der American Hockey League zum Einsatz kam. Die folgende Spielzeit verbrachte er bei den Las Vegas Wranglers aus der ECHL, während er parallel in acht Einsätzen von den Lowell Lock Monsters aus der AHL eingesetzt wurde.  
Für die Saison 2004/05 unterschrieb Day beim HC Mulhouse aus der Ligue Magnus, mit dem er Französischer Meister wurde. In der folgenden Spielezite trat er mit Vålerenga Ishockey in der GET-ligaen an und gewann mit seiner Mannschaft die norwegische Meisterschaft. Zwischen 2006 und 2010 spielte der Kanadier für den EC Graz 99ers in der Österreichischen Eishockey-Liga, wobei er die Saison 2007/08 beim HC Milano Vipers in der italienischen Serie A beendet hatte. Im Sommer 2010 verließ er Graz und wurde vom HC Thurgau verpflichtet, der ihn im Dezember des gleichen Jahres bis Saisonende an den KHL Medveščak Zagreb auslieh. Zur Saison 2011/12 wurde der Kanadier fix vom KHL Medveščak Zagreb verpflichtet. Nach zwei Jahren bei den Kroaten kehrte Greg Day zum EC Graz 99ers zurück, bei den er schon von 2006 bis 2010 unter Vertrag stand. 

## Erfolge und Auszeichnungen
- 2005 Französischer Meister mit dem HC Mulhouse
- 2006 Norwegischer Meister mit Vålerenga Ishockey